# Zaira georgiae
Zaira georgiae är en tvåvingeart som först beskrevs av Brauer och Julius Edler von Bergenstamm 1891.  Zaira georgiae ingår i släktet Zaira och familjen parasitflugor. Inga underarter finns listade i Catalogue of Life.